# Оберн (Мічиган)
Оберн (англ. Auburn) — місто (англ. city) в США, в окрузі Бей штату Мічиган. Населення — 2068 осіб (2020).

## Географія
Оберн розташований за координатами 43°36′7″ пн. ш. 84°4′30″ зх. д. / 43.60194° пн. ш. 84.07500° зх. д. (43.602011, -84.075106).  За даними Бюро перепису населення США в 2010 році місто мало площу 2,73 км², з яких 2,71 км² — суходіл та 0,02 км² — водойми.

## Демографія
Згідно з переписом 2010 року, у місті мешкало 2087 осіб у 916 домогосподарствах у складі 551 родини. Густота населення становила 766 осіб/км².  Було 960 помешкань (352/км²).
Расовий склад населення:
| - 97,5 % — білих - 0,8 % — корінних американців - 0,5 % — азіатів - 0,3 % — чорних або афроамериканців - 0,1 % — вихідців з тихоокеанських островів |

До двох чи більше рас належало 0,5 %. Частка іспаномовних становила 2,0 % від усіх жителів.
За віковим діапазоном населення розподілялося таким чином: 22,0 % — особи молодші 18 років, 60,4 % — особи у віці 18—64 років, 17,6 % — особи у віці 65 років та старші. Медіана віку мешканця становила 40,9 року. На 100 осіб жіночої статі у місті припадало 90,8 чоловіків;  на 100 жінок у віці від 18 років та старших — 85,1 чоловіків також старших 18 років.
Середній дохід на одне домашнє господарство  становив 68 089 доларів США (медіана — 55 921), а середній дохід на одну сім'ю — 79 998 доларів (медіана — 69 022). Медіана доходів становила 50 313 долари для чоловіків та 38 000 доларів для жінок. За межею бідності перебувало 7,4 % осіб, у тому числі 11,5 % дітей у віці до 18 років та 6,1 % осіб у віці 65 років та старших.
Цивільне працевлаштоване населення становило 1079 осіб. Основні галузі зайнятості: освіта, охорона здоров'я та соціальна допомога — 24,7 %, виробництво — 21,9 %, роздрібна торгівля — 19,9 %.